# Эндон
Эндон — скопление нервных клеток, лежащее под органом равновесия. В ходе эволюции выделяется из общего диффузного нервного сплетения. Часто принимает на себя функции общего координирующего центра, в этом случае именуется церебральным ганглием или эндонным мозгом.

## См.также
- Ганглий